# 吳兆基
吳兆基（1908年—1997年），字湘泉，湖南漢壽人，中國古琴演奏家，亦精通太極拳。父為嶺南派古琴演奏家吳蘭蓀。

## 生平
吳兆基在光緒三十四年（1908年）出生於湖南漢壽，1912年春全家搬到蘇州定居。吳兆基12歲左右開始受父親吳蘭蓀的影響學習古琴，後來又師從吳浸陽。
吳兆基曾加入今虞琴社，1950和1960年代在蘇州怡園、網師園和蘇州公園教授古琴和太極拳。1984年隨蘇州市的代表團前往意大利。1986年與徐中伟、叶名佩在蘇州成立吳門琴社，定期於怡園等地舉行雅集。
吳兆基擁有一床宋代的仲尼式古琴「玉玲瓏」，其錄音、錄影幾乎都是用玉玲瓏。

## 外部連結
- YouTube上的〈搔首問天〉，收錄於《中國音樂大全‧古琴卷》
- YouTube上的〈漁歌〉，收錄於《中國音樂大全‧古琴卷》
- YouTube上的〈石上流泉〉，收錄於《中國音樂大全‧古琴卷》
- YouTube上的〈憶故人〉，收錄於《中國音樂大全‧古琴卷》